# Thiais
Thiais település Franciaországban, Val-de-Marne megyében. Lakosainak száma 32 006 fő (2022. január 1.). Thiais Orly, Chevilly-Larue, Choisy-le-Roi, Rungis és Vitry-sur-Seine községekkel határos.

## Népesség
A település népessége az elmúlt években az alábbi módon változott:
| Lakosok száma | 29 280 | 28 942 | 29 295 | 29 017 | 29 806 | 30 676 | 30 788 | 31 097 | 32 006 |
|               | 2013   | 2015   | 2016   | 2017   | 2018   | 2019   | 2020   | 2021   | 2022   |